# Oleg Blohin
Oleg Blohin ili Oleh Blohin (ukr. Оле́г Володи́мирович Блохі́н, čita se Oleh Volodymyrovyč Blohin) (Kijev, 5. studenog 1952.) je ukrajinski nogometni trener i umirovljeni nogometaš.
Najveći dio igračke karijere, proveo je igrajući za Dinamo Kijev. Rekorder je po broju nastupa i golova u nogometnoj ligi Sovjetskog Saveza. U 432 nastupa zabio je 211 golova. S klubom je osvojio 8 prvenstava i Kup pobjednika kupova 1975. i 1986. Zabio je u oba finala. 
Rekorder je po broju nastupa i golova za nogometnu reprezentaciju Sovjetskog Saveza. U 112 nastupa zabio je 42 gola. Nastupio je na Svjetskom prvenstvo 1982. i 1986. Na oba je zabio jedan gol. Jedan je od prvih igrača Sovjetskog Saveza, koji je igrao u inozemstvu. Igrao je za austrijski Vorwärts Steyr i ciparski Aris Limassol.
Nakon završtka karijere trenirao je grčke klubove Olympiakos, AEK, PAOK i Ionikos. Bio je izbornik Ukrajine od 2003. do 2007. S reprezentacijom se plasirao na Svjetsko prvenstvo 2006., što je bio prvi nastup za Ukrajinu. Došli su do četvrtfinala i izgubili od kasnijih pobjednika Talijana. Odstupio je nakon što se Ukrajina nije uspjela plasirati na Europsko prvenstvo 2008. Bio je trener Moskve u sezoni 2007./'08., a nakon toga postao je sportski direktor ukrajinskog kluba Čornomerec Odesa.
Bio je saborski zastupnik u ukrajinskom parlamentu u dva mandata. Bio je u braku s Irinom Deriuginom, svjetskom i europskom prvakinjom u ritmičkoj gimnastici. Razveli su se, imaju jednu kćer.
Bio je proglašen najboljim europskim nogometašem 1975. godine. Devet puta proglašen je najboljim igračem Ukrajine i tri puta najboljim igračem Sovjetskog Saveza. Bio je najbolji strijelac sovjetske lige pet puta. 
Povodom 50. godina UEFE, Ukrajinski nogometni savez proglasio ga je 2004., za najboljeg igrača Ukrajine u posljednjih 50 godina.